# FIFA 22
FIFA 22 – komputerowa gra sportowa skupiona na tematyce piłki nożnej, dwudziesta dziewiąta z kolei z serii gier FIFA. Premiera gry odbyła się 1 października 2021 za wydawnictwem Electronic Arts.

## Rozgrywka
FIFA 22 to komputerowa gra sportowa, skupiająca się na rozgrywkach piłki nożnej. Podobnie jak w poprzednich częściach z serii, w grze udoskonalone zostało poruszanie się oraz zachowanie sterowanych przez sztuczną inteligencję lub gracza piłkarzy za pośrednictwem technologii HyperMotion, opartej na danych uzyskanych we współpracy z profesjonalnymi piłkarzami.

## Wydanie gry
Gra została wydana przez Electronic Arts na całym świecie 1 października 2021 na platformy PC (Microsoft Windows), konsole ósmej oraz dziewiątej generacji, Nintendo Switch oraz Google Stadia w dwóch edycjach: „Standard” oraz „Ultimate”. Gracze, którzy zakupili grę przed premierą w dowolnej edycji otrzymali dodatkową zawartość w grze po jej premierze.

### Okładka gry oraz ambasadorowie
Na okładce po raz drugi z rzędu oraz w historii serii pojawił się Kylian Mbappé. Ambasadorami FIFA 22 zostali mianowani piłkarze Son Heung-min, David Alaba, Christian Pulisic, Phil Foden, Alphonso Davies oraz Trent Alexander-Arnold. Na japońskim rynku gier komputerowych natomiast mianowany został japoński piosenkarz i aktor, Yūka Kageyama.

## Zawodowa rywalizacja
Oddział EA Sports prowadzi ligę profesjonalnych rozgrywek online zatytułowaną FIFA 22 Global Series, prowadzonych na wyłączność na platformie PlayStation 5, gdzie gracze rywalizują w pojedynkę lub w zespole dwuosobowym o nagrody w grze oraz nagrody pieniężne. By zakwalifikować się do ligi, gracze muszą osiągnąć odpowiednio wysoki wynik w tabeli wyników lub wygrać w turnieju z serii Global Series Opens.

## Odbiór gry
Gra otrzymała ogólnie pozytywne recenzje, uzyskując średnią ocen 73/100 (PC) oraz 78/100 (konsole dziewiątej generacji) w agregatorze opinii Metacritic. Wersja na Nintendo Switch natomiast została poddana krytyce ze względu na brak zmian i nowości w porównaniu z dwoma poprzednimi częściami serii.
W recenzji redakcji Bleacher Report, FIFA 22 została za jedną z najlepszych gier wydanych na przestrzeni ostatnich kilku lat. Doceniono nową funkcję HyperMotion, udoskonalone reakcje piłkarzy na określone sytuacje oraz bardziej wyważone statystyki konkretnych piłkarzy. Redakcja serwisu IGN natomiast doceniła odświeżoną oprawę graficzną oraz pochwaliła ścieżkę dźwiękową zawartą w grze.